# Apodemus argenteus
Apodemus argenteus es una especie de roedor de la familia Muridae.

## Distribución geográfica
Se encuentra solo en el Japón, en las islas de Honshu, Hokkaidō, Shikoku, Kyūshū, Awaji, Shōdoshima, Itsukushima, Tsushima, Nakadori, Fukue, Shimoshima, Tanegashima, Yakushima, Okinoshima, Nishinoshima, Sado, Awashimaura y Kinkasan.